# Neckeropsis submarginata
Neckeropsis submarginata är en bladmossart som beskrevs av Jules Cardot och Andries Touw 1962. Neckeropsis submarginata ingår i släktet Neckeropsis och familjen Neckeraceae. Inga underarter finns listade i Catalogue of Life.